# Maßstabsreihe
Eine Maßstabsreihe (auch Maßstabsfolge) ist eine Publikationsreihe meist amtlicher Kartenwerke, die sich durch ganzzahlige und damit leicht vergleichbare Maßstäbe unterscheiden. Typische Maßstabsreihen reichen von 1:1000 oder 1:5000 als größtem Maßstab bis 1:1 Million als kleinstem Maßstab.

## Zweck
Alle Maßstäbe einer Maßstabsreihe zeichnen sich durch gleichwertige oder sehr ähnliche Feinheitsgrade der Zeichnung und des Inhalts aus. Dadurch erfüllen sie die spezifischen und sich oft diametral entgegengesetzten Wünsche von Kartennutzern, da jeder Maßstab einer Maßstabsreihe in der Regel das gesamte Staatsgebiet lückenlos abdeckt. Beispielsweise eignet sich das topografische Kartenwerk im Maßstab 1:50.000 als Grundlage für Wanderkarten, während das vierfach kleinere topografische Kartenwerk 1:200.000 auch als Basis für Straßenkarten geeignet ist.

## Amtliche Maßstabsreihen deutschsprachiger Staaten

### Deutschland
Herausgeber: Bundesamt für Kartographie und Geodäsie sowie die Landesvermessungsämter:
| Maßstab     | Erläuterung                                                        |
| ----------- | ------------------------------------------------------------------ |
| 1:1.000     | Liegenschaftskarte, Stadtkarte                                     |
| 1:5.000     | Deutsche Grundkarte DGK 5                                          |
| 1:10.000    | Topografische Karte TK 10                                          |
| 1:25.000    | Topografische Karte TK 25, früher Messtischblatt genannt           |
| 1:50.000    | Topografische Karte TK 50                                          |
| 1:100.000   | Topografische Karte TK 100                                         |
| 1:200.000   | Topografische Übersichtskarte TÜK 200, deutsche Generalkarte       |
| 1:500.000   | Übersichtskarte ÜK 500, früher NATO-Karte                          |
| 1:1.000.000 | Übersichtskarte Deutschland ÜKD, Internationale Weltkarte IWK 1000 |

### Österreich
Herausgeber: Bundesamt für Eich- und Vermessungswesen:
| Maßstab   | Erläuterung                                        |
| --------- | -------------------------------------------------- |
| 1:25.000  | Österreichische Karte 25V (Vergrößerung aus ÖK 50) |
| 1:50.000  | Österreichische Karte ÖK 50                        |
| 1:200.000 | Österreichische Karte ÖK 200                       |
| 1:500.000 | Österreichische Karte ÖK 500                       |

Dazu kommen die Katasterpläne in den Maßstäben 1:1.000, 1:2.000 und 1:5.000 (je nach Bebauungsdichte).

### Schweiz
Herausgeber: Bundesamt für Landestopografie:
| Maßstab     | Erläuterung                             |
| ----------- | --------------------------------------- |
| 1:25 000    | Landeskarte LK 25                       |
| 1:50 000    | Landeskarte LK 50                       |
| 1:100 000   | Landeskarte LK 100                      |
| 1:200 000   | Landeskarte LK 200                      |
| 1:300 000   | Generalkarte (Verkleinerung der LK 200) |
| 1:500 000   | Landeskarte LK 500                      |
| 1:1 000 000 | Landeskarte LK 1000                     |